# Deželni zbor za Slovenijo
Deželni zbor za Slovenijo je predstavljal začasno skupščinsko telo, za ustanovitev katerega so se vodstva političnih strank SLS, JDS in JSDS po predhodnih dogovorih med predstavniki strank v Narodni vladi SHS v Ljubljani dogovorile 10. januarja 1919. 
To telo naj bi delovalo do volitev v Ustavodajno skupščino. Stranke so se sporazumele, da bo vsaka izmed njih izvolila svoje predstavnike v deželnem zboru. Vlada v Beogradu o zahtevi ni želela razpravljati, ministrski svet pa je 17. februarja 1919 Deželni vladi v Ljubljani sporočil, da ne more sklicati deželnega zbora pred sklicanjem konstituante, strankam pa dovolil sestajanja na posvetovanjih. 
Za SLS je to pomenilo poraz njenih avtonomističnih zahtev in razvoj vsejugoslovanskega državnega centralizma.